# Teresa: el cuerpo de Cristo
Teresa: el cuerpo de Cristo es una película dirigida por Ray Loriga y estrenada en 2007.

## Argumento
Teresa de Cepeda y Ahumada (Paz Vega), la hija de un hidalgo de Ávila, no se conforma con el destino que se la presupone: casarse con un caballero. Ingresa en un convento de clausura y desde esos muros inicia una cruzada de oración y sacrificio que la convierten primero en una rebelde y una loca, más tarde en una líder y, finalmente, en una santa. Esta es la crónica de una mujer que fue única para tiempos difíciles. Una mujer excepcional que nunca fue una mártir. Una mujer hermosa y fuerte que hizo historia.

## Reparto
| Intérprete        | Personaje                                       |
| ----------------- | ----------------------------------------------- |
| Paz Vega          | Santa Teresa de Jesús                           |
| Álvaro de Luna    | Alonso Sánchez de Cepeda, padre de Santa Teresa |
| Leonor Watling    | Doña Guiomar de Ulloa                           |
| Geraldine Chaplin | Priora del convento                             |
| José Luis Gómez   | Fray Pedro de Alcántara                         |
| Eusebio Poncela   | Gaspar Daza                                     |
| Paula Errando     | Juana                                           |

## Comentarios
Antes de su estreno, llevó el título provisional de Teresa: muerte y vida.
Se rodó en el Monasterio do Cristo, en Tomar, a 150 km al norte de Lisboa, y en exteriores en Cáceres y Trujillo. Entre otras localizaciones del rodaje también se incluyen la Ciudad de la Luz de Alicante, Ávila, Soria y Segovia. La película sugiere la búsqueda de la santa del Amor de Dios y su encuentro con Él en su interior haciendo referencia artística a "las moradas" al "castillo interior", libro que ella escribiera. El origen de esta película es la fascinación del director por el Siglo de Oro y, en concreto, por Santa Teresa de Jesús y San Juan de la Cruz.